# Die Hexe
Die Hexe is een Middelnederlandse sotternie.  Deze sotternie is opgeschreven in het Hulthemse handschrift, hoort bij het abele spel Lanseloet van Denemerken en omvat 112 regels, opgesteld in rijm.
De sotternie Die Hexe gaat over het zoeken naar de oorzaak van problemen en het snel (mogelijk verkeerde) conclusies trekken.

## Rollen
- Machtelt
- Luutgaert
- Juliane

## Inhoud
Twee vrouwen doen hun beklag bij elkaar over hun problemen.  Namelijk de koe van de een (Luutgaert)  geeft geen melk meer (Mine coe es haer melc ontgaen), de ander (Machtelt) slaagt er niet in de melk tot boter te karnen (Wat ic clutse of wat ic clotere, Het is al te male om niet). 
Beiden vermoeden dat de duivel ermee gemoeid is, (of dat er hekserij in 't spel is).
Dan gaan de gedachten aan het rollen:  
Luutgaert zag een oude dame op het kruispunt (Op ene vierweechstede), van oudsher reeds gekend als een afspraakplaats met de duivel ( Ic wane dat si den duvel maende), met boter.
Deze dame (Juliane) werd reeds van veel ondeugden verdacht (Met meneghen dinc es si besmit), en gestraft wegens onder andere diefstal (heeft haer ene ore verloren Van quader dieften).  
Luutgaert en Machtelt besluiten Juliane aan de tand te voelen (Laet ons beiden bestaen te gane... Wi selen al die waerheit weten).  
Het tweetal gaat naar Juliane en vraagt haar om raad (Ende gherne souden wijs u vraghen, ... Wi weten wel dat ghijs sijt vroet).  
Als uitkomt dat Juliane kennis heeft over de duistere kunsten (Haddi die hant van enen dief...Het soude u altoes voerwaert gaen), en dat ze haar kunsten graag aan mensen aanbiedt (Ic ben die ghene, diet gerne dade, Want u welvaren ware mi lief.), beginnen ze te vechten (hier vechten si).
Juliane vertelt namelijk dat ze ooit gepakt is bij een diefstal. Vroeger was het gebruikelijk dat je hand dan afgehakt werd en daarna werden er 9 missen voorgelezen door de katholieke kerk (in de hoop dat je toch nog bekeerd raakte). Zij heeft echter allebei haar handen nog. Ze is in het bezit van een derde hand. Door dit ritueel (9 missen) is de hand toverkrachtig geworden. Hierdoor is ze in staat om te toveren. Dat is het bewijs dat ze echt een heks is.